# Русаново (Вологодская область)
Русаново — деревня в Шекснинском районе Вологодской области.
Входит в состав сельского поселения Фоминского, с точки зрения административно-территориального деления — в Фоминский сельсовет.
Расстояние по автодороге до районного центра Шексны — 66 км, до центра муниципального образования Фоминского — 1 км. Ближайшие населённые пункты — Ларионово, Красново, Фоминское.
По переписи 2002 года население — 13 человек.